# جوزيف إس. موردوك
جوزيف إس. موردوك (بالإنجليزية: Joseph S. Murdock)‏ هو كاتب ترانيم وقسيس أمريكي، ولد في 26 يونيو 1822 في هاميلتون في الولايات المتحدة، وتوفي في 15 فبراير 1899 في هيبر سيتي في الولايات المتحدة بسبب ذات الرئة.